# Mongo Beti
Alexandre Biyidi Awala (30 de junio de 1932 - 8 de octubre de 2001), conocido como Mongo Beti, fue un destacado escritor de Camerún.
Después de un período de estudios universitarios, comenzó la publicación de sus obras, que se caracterizan por un relato incisivo de las condiciones de su país, de modo que su novela "Le Pauvre Christ de Bomba", (1956) (en español: "El Cristo Pobre de Bomba") fue prohibida en Camerún. Entre sus novelas se encuentra "Remember Ruben" (1974) (en español: "Recuerda Rubén"), que pronto se convirtió en un clásico de la literatura del África negra.

## Vida
Si bien Beti vivió en el exilio por muchos años, su vida muestra una dedicación e interés muy fuerte a contribuir a la mejora de su país natal. Tal como expresó un crítico luego de su fallecimiento, "La senda militante de este ensayista, cronista y novelista ha estado gobernada por una obsesión: la lucha por la dignidad de los pueblos africanos."

### Sus comienzos
Mongo era hijo de Oscar Awala y Régine Alomo, nació en 1932 en Akométan, una pequeña villa a 10 km de Mbalmayo, que a su vez se encuentra a 45 km de Yaundé, capital de Camerún. (El nombre de la villa proviene de Akom 'roca' y Etam 'fuente': en antiguos mapas de la región, el nombre está escrito en dos partes).
Desde muy joven, Beti fue influido por las corrientes de rebelión que atravesaban África a las puertas de la Segunda Guerra Mundial. Su padre se ahogó cuando Beti tenía siete años, y fue criado por su madre y familiares. Beti recuerda discusiones con su madre sobre religión y colonialismo; también recuerda sus primeros contactos con las opiniones y análisis del líder independentista Ruben Um Nyobe, tanto en las villas como en la propia casa de Nyobe. Mongo llevó estas ideas a la escuela, lo que condujo a que finalmente fuera expulsado de la escuela misionera en Mbalmayo por sus expresiones. En 1945 ingresó en el liceo Leclerc en Yaundé. Luego de graduarse en 1951, viaja a Francia para continuar su educación superior en literatura, primero en Aix-en-Provence, posteriormente en la Sorbona en París.

## Obras
- Sans haine et sans amour, 1953.
- Ville cruelle, 1954
- Le Pauvre Christ de Bomba, 1956.
- Mission terminée, 1957.
- Le Roi miraculé : chronique des Essazam, 1958.
- Main basse sur le Cameroun : autopsie d’une décolonisation, 1972 ISBN 2-7071-4172-0.
- Les Procès du Cameroun : autopsie d’une décolonisation, 1972.
- Perpétue et l’habitude du malheur, 1974.
- Remember Ruben, 1974.
- Peuples noirs, peuples africains, 1978.
- La Ruine presque cocasse d’un polichinelle : Remember Ruben 2, 1979.
- Les Langues africaines et le Néo-colonialisme en Afrique francophone, 1982.
- Les Deux Mères de Guillaume Ismaël Dzewatama, futur camionneur, 1983.
- La Revanche de Guillaume Ismael Dzewatama, 1984.
- Lettre ouverte aux Camerounais, ou, La deuxième mort de Ruben Um Nyobé, 1986.
- Dictionnaire de la négritude avec Odile Tobner et la participation de collab. de la revue Peuples noirs - Peuples africains, 1989 ISBN 2738404944
- La France contre l’Afrique : retour au Cameroun, 1993 ISBN 2707149780
- L’Histoire du fou, 1994.
- Trop de soleil tue l’amour, 1999 ISBN 2266101919
- Branle-bas en noir et blanc, 2000.
- Africains si vous parliez, 2005 ISBN 2-915129-08-8